# Vinningen
Vinningen é um município da Alemanha localizado no distrito de Südwestpfalz, estado da Renânia-Palatinado. Pertence ao Verbandsgemeinde de Dahner Felsenland.